# Kottes-Purk
Kottes-Purk je městys v Rakousku ve spolkové zemi Dolní Rakousy v okrese Zwettl. Žije v něm 1479 obyvatel (podle sčítání z roku 2016).

## Poloha
Kottes-Purk se nachází v západní části spolkové země Dolní Rakousy v regionu Waldviertel. Leží v údolí řeky Kleine Krems. Jeho rozloha činí 58,48 km², z nichž 38,68% je jich zalesněných.

### Členění
Území městyse Kottes-Purk se skládá ze třiceti dvou částí (v závorce uveden počet obyvatel k 1.1.2015):
- Bernhards (12)
- Dankholz (53)
- Doppl (3)
- Elsenreith (143)
- Ensberg (6)
- Ernst (4)
- Felles (19)
- Fohra (14)
- Gotthardschlag (23)
- Gschwendt (34)
- Günsles (15)
- Heitzles (56)
- Hörans (16)
- Kalkgrub (48)
- Koppenhof (12)
- Kottes (341)
- Leopolds (31)
- Münichreith (85)
- Pfaffenschlag (21)
- Pötzles (20)
- Purk (160)
- Reichpolds (32)
- Richterhof (26)
- Runds (24)
- Schoberhof (10)
- Singenreith (14)
- Teichmanns (31)
- Trittings (31)
- Voirans (35)
- Voitsau (97)
- Weikartschlag (61)
- Wernhies (16)

## Historie
V roce 1083 předal biskup Altmann z Pasova okolí Kottesu a Purku klášteru Göttweig. První písemná zmínka pochází z roku 1096. V roce 1323 získala obec tržní právo.

## Galerie

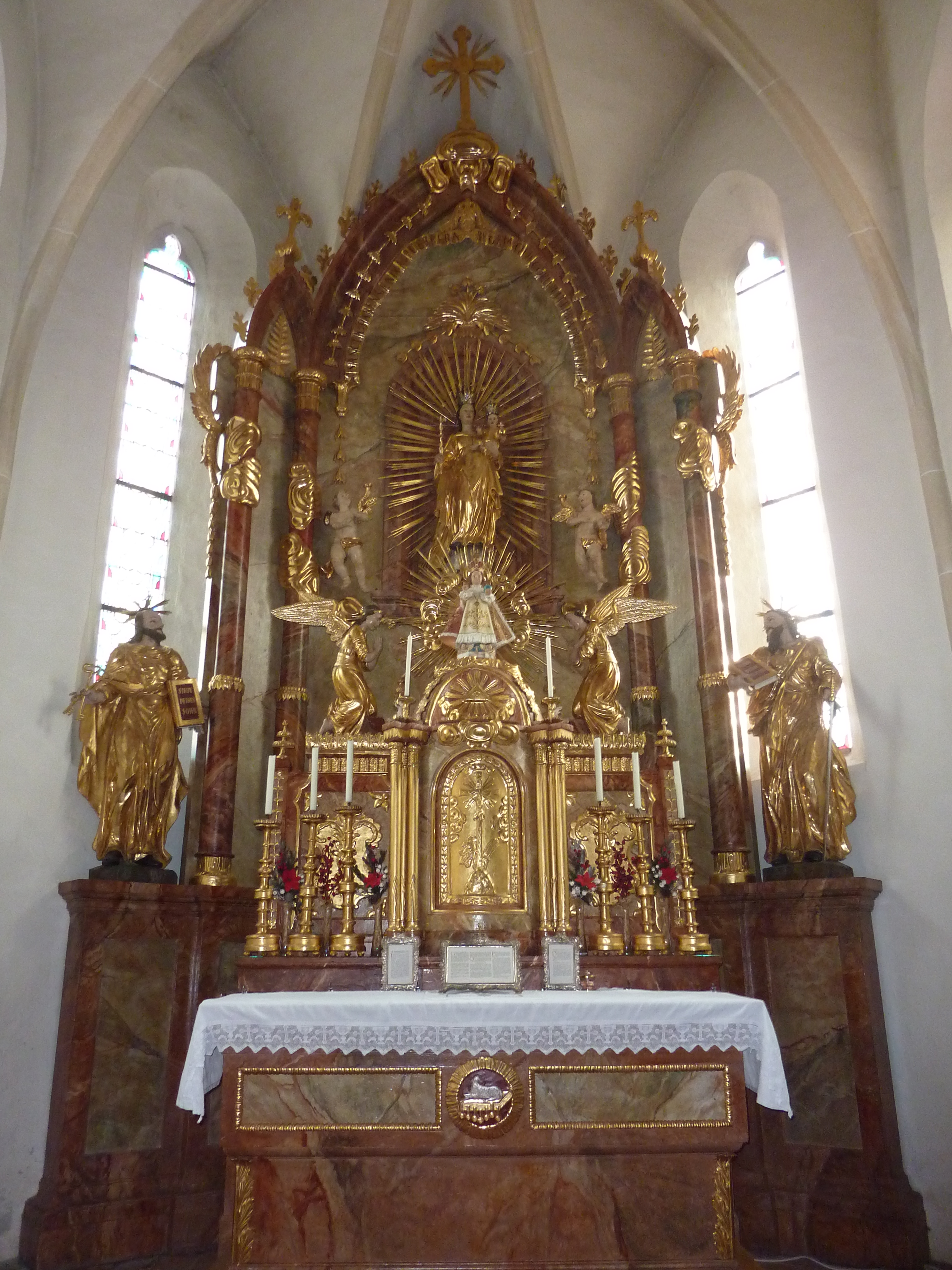
Farní kostel Nanebevzetí Panny Marie v Kottes (interiér)
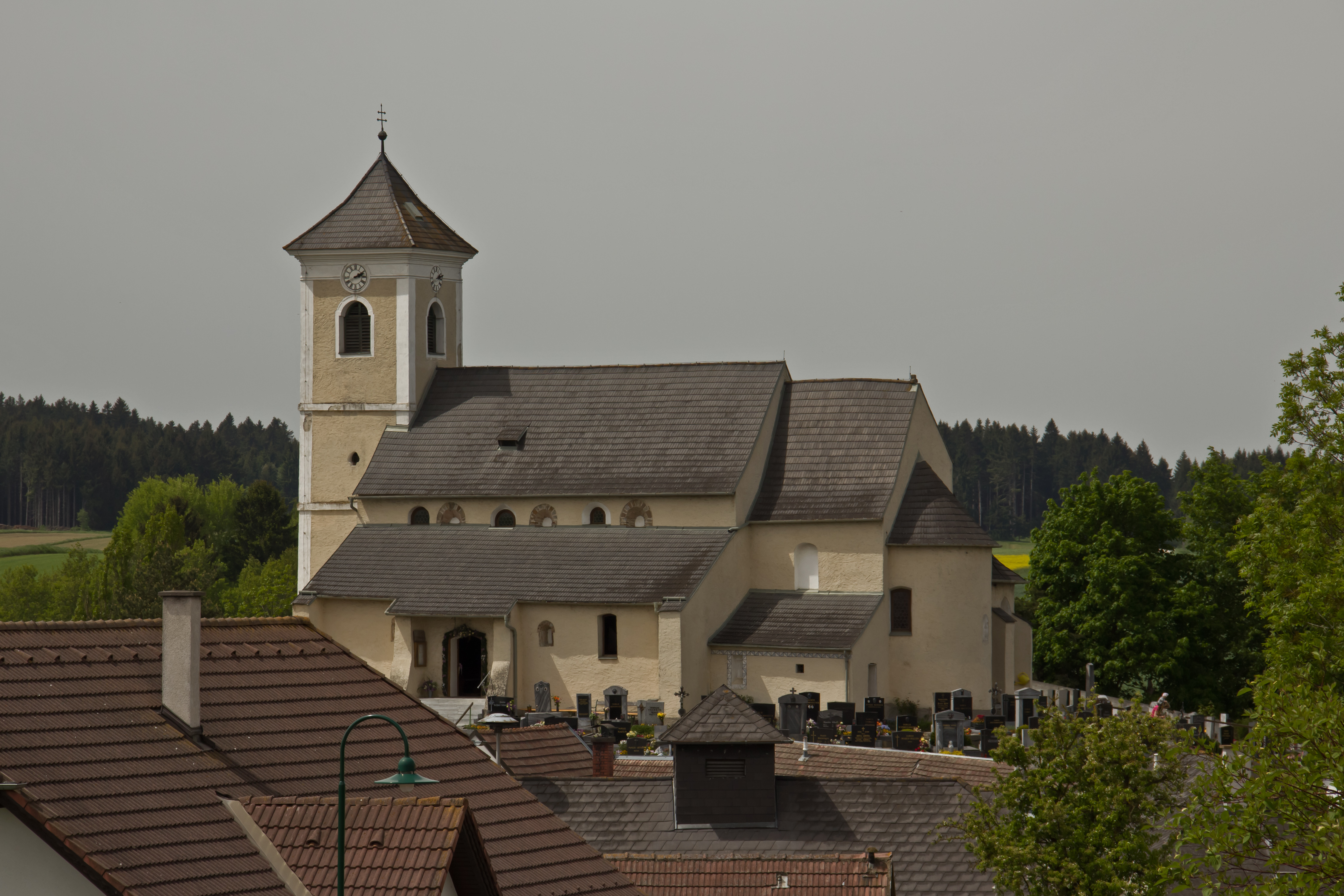
Farní kostel v Purku
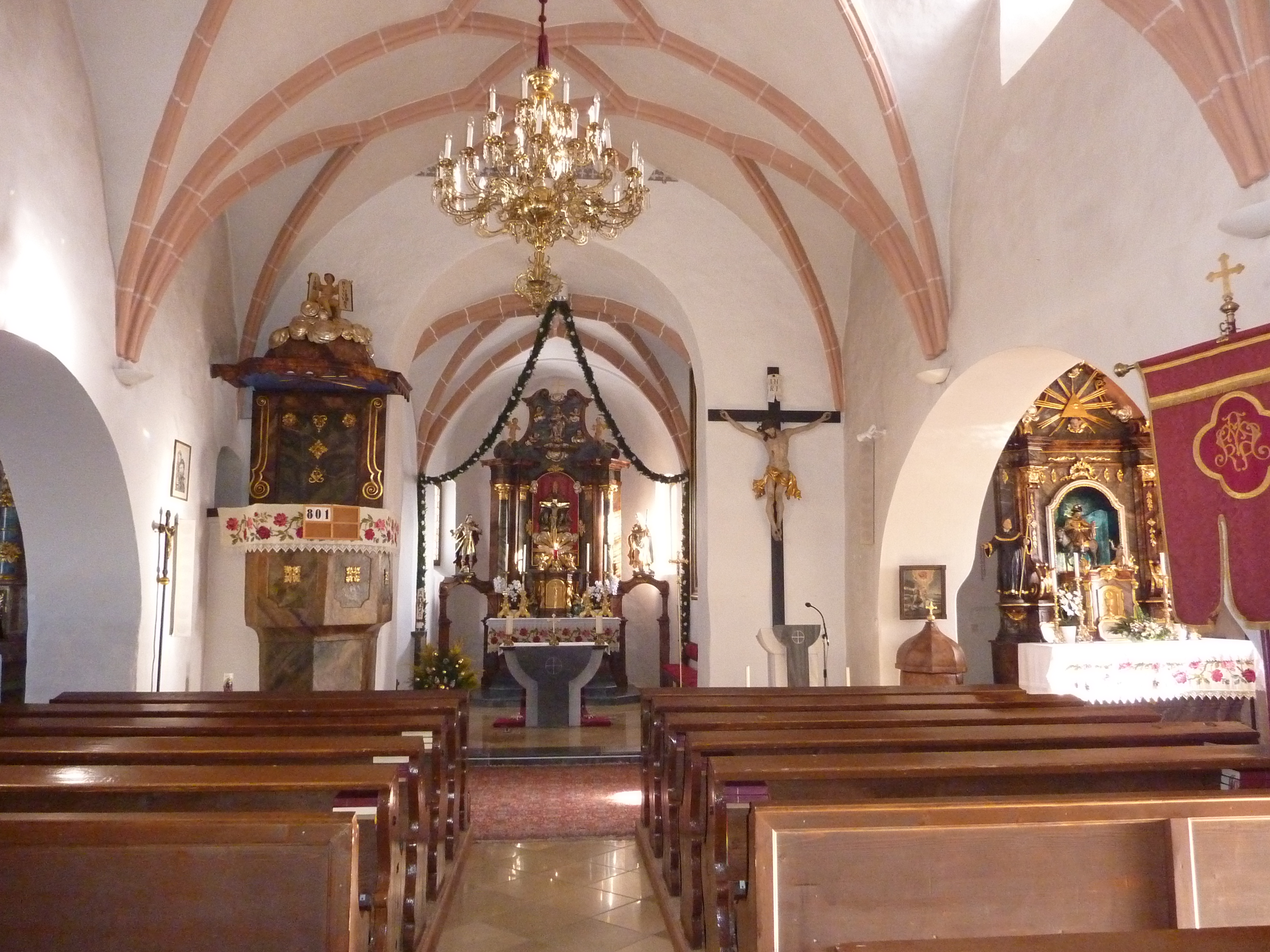
Farní kostel v Purku (interiér)
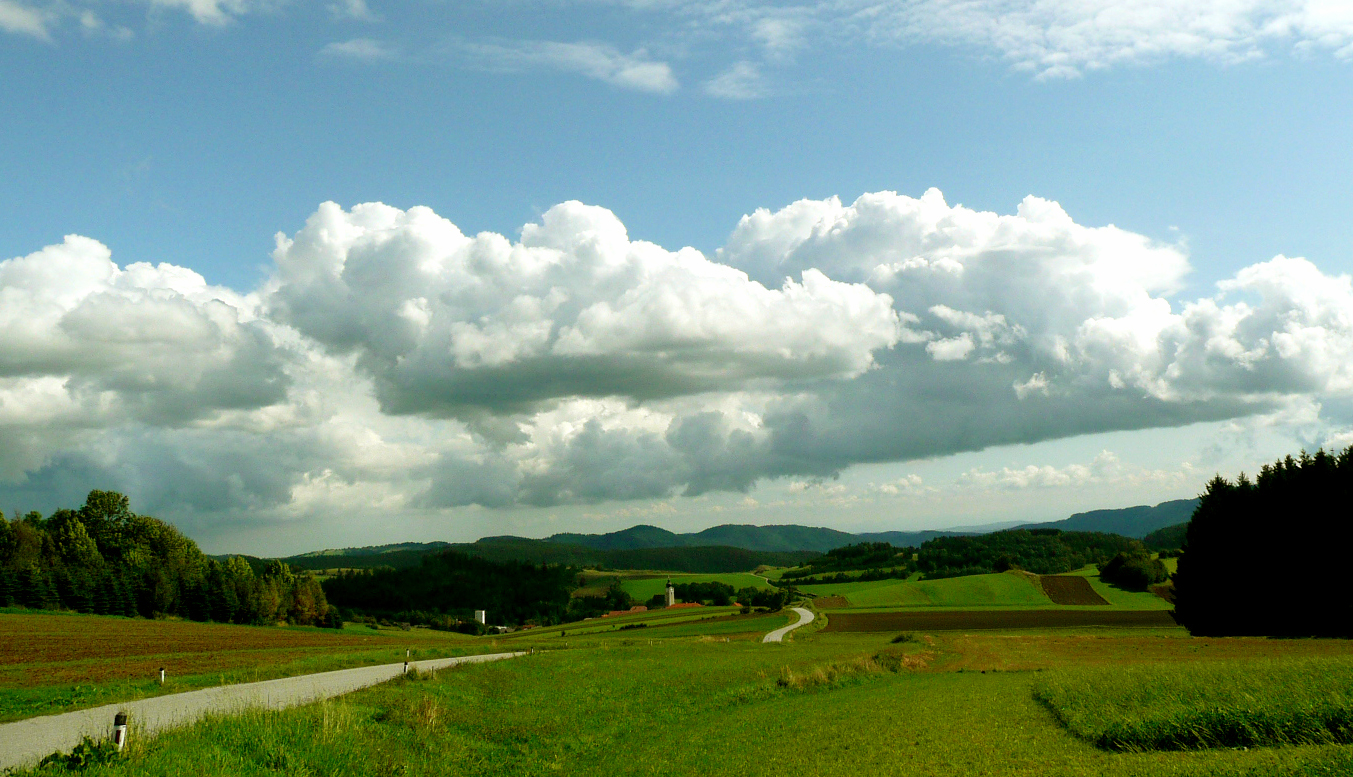
Okolní krajina